# Eric Fisher
Eric William Fisher (* 5. Januar 1991 in Rochester, Michigan) ist ein ehemaliger US-amerikanischer American-Football-Spieler auf der Position des Offensive Tackles. Er wurde im NFL Draft 2013 als Gesamterster von den Kansas City Chiefs ausgewählt. Für die Chiefs spielte er bis 2020 in der National Football League (NFL) und gewann mit ihnen den Super Bowl LIV. In der Saison 2021 stand Fisher bei den Indianapolis Colts unter Vertrag.

## Karriere
Fisher spielte College Football an der Central Michigan University. Die Kansas City Chiefs wählten ihn in der NFL Draft 2013 als ersten Spieler aus. Damit ist er der bislang einzige Spieler seines Colleges, der als erster Spieler gedraftet wurde. Ende Juli verpflichteten die Chiefs den Offensive Tackle für rund 22 Millionen US-Dollar. Obwohl er am College auf der linken Seite gespielt hatte, lief er in seiner Rookie-Saison als Right Tackle auf und spielte in 14 von 16 Spielen. Nachdem er auf dieser Position nicht überzeugte, ließ ihn Head Coach Andy Reid 2014 wieder auf der linken Seite spielen, wo er in allen 16 Saisonspielen in der Startaufstellung stand.
Aufgrund seiner überzeugenden Leistungen statteten ihn die Chiefs am 30. Juli 2016 mit einem neuen Vierjahresvertrag über 48 Millionen US-Dollar aus, davon 40 Millionen garantiert. Damit stieg er zu diesem Zeitpunkt zu einem der höchstbezahlten Offensive Linemen der NFL auf.
Fisher lief in 113 Spielen als Starter für die Chiefs auf und gewann mit ihnen den Super Bowl LIV. Nach der Saison 2020 wurde er entlassen.
Im Mai 2021 unterschrieb Fisher einen Einjahresvertrag über 9,4 Millionen Dollar bei den Indianapolis Colts.
Am 5. Dezember 2022 nahmen die Miami Dolphins Fisher unter Vertrag.